# Expedición de los rus en Paflagonia
La expedición de los rus en Paflagonia fue un ataque de los rus a ciudades en la Propóntide (Mar de Mármara) y en la costa de Paflagonia, marcando el primer contacto conocido entre los rus y el imperio Bizantino. Su fecha es objeto de debate, al igual que la creencia de que fue un evento distinto de la guerra rus-bizantina (860).

## Expedición
La expedición está documentada en la Vida de San Jorge de Amastris, una obra hagiográfica que describe a los rus como "el pueblo conocido por todos por su barbarie, ferocidad y crueldad". Según el texto, atacaron la Propóntide (probablemente con destino a Constantinopla) antes de girar al este y saquear Paflagonia algún tiempo después de la muerte de San Jorge (ca. 806). Cuando cayeron sobre la ciudad de Amastris, la intercesión de San Jorge ayudó a los habitantes a sobrevivir al saqueo. Muchos consideran que este es el primer registro escrito de la migración de los rus hacia el sureste de Europa. Solo según relatos tardíos y dudosos, los rus habrían alcanzado las fronteras bizantinas antes de la expedición paflagonia. Notablemente, la Vida de San Esteban de Sugdaea, escrita en eslavo del siglo XV, menciona una invasión liderada por un tal Bravlin de los rus, que supuestamente devastó Crimea en la década de 790, aunque esto no aparece en la versión griega antigua de la obra.

## Fecha de la expedición
La datación de la Vida es crucial para fechar la expedición paflagonia. Desafortunadamente, la fuente o partes de ella han sido atribuidas a los siglos IX o X, y la cuestión aún parece estar lejos de resolverse. Vasily Vasilievsky, quien fue el primero en publicar el texto en 1893, lo atribuyó a Ignatios el Diácono (ca. 775 – ca. 848). En consecuencia, pensó que el ataque había ocurrido durante el periodo de la Iconoclasia (antes de 842), datándolo en los años 825-830. Alexander Vasiliev señaló que el Emperador Teófilo facilitó el paso seguro de los rus, que de alguna manera habían llegado a Constantinopla (ca. 838), a través de tierras francas mediante su embajada a Luis el Piadoso en 839, como se atestigua en los Anales de San Bertin, lo que es inconsistente con la suposición de que el saqueo ya había ocurrido para ese entonces. Por lo tanto, rechazando los argumentos de Vasilievsky sobre la autoría y la fecha de la obra, identificó la expedición paflagonia descrita en la Vida con el saqueo de 860 que llegó a Constantinopla. Constantine Zuckerman, sin embargo, sitúa el saqueo de Amastris en la década de 830 y considera la embajada de los rus a Constantinopla en 838, como se registra en la misma entrada de los Anales de San Bertin, como un intento de negociar un tratado de paz con Bizancio. Otros estudiosos creen que el saqueo tuvo lugar ya en 818 o 819. Otros, mientras mantienen la atribución de la Vida a Ignatios, han presentado una teoría interesante pero hasta ahora no probada de que la descripción de la invasión fue insertada en la Vida en la segunda mitad del siglo IX o más tarde, y así refleja las relaciones rus-bizantinas como estaban para ese momento, después del saqueo de 860. Otros aún, incluido el propio Vasiliev en su producción posterior, argumentaron por una composición aún más tardía de la Vida y sostuvieron que el relato del saqueo de Paflagonia refleja el ataque de 941. Sin embargo, esto es poco más que una conjetura no verificable y bastante simplista, dado que la obra se transmite por un solo manuscrito del siglo X.